# زولامین
زولامین (انگلیسی: Zolamine) یک داروی آنتی‌هیستامین، آنتی‌کولینرژیک و ضدخارش است.